# Pirámide de Jui

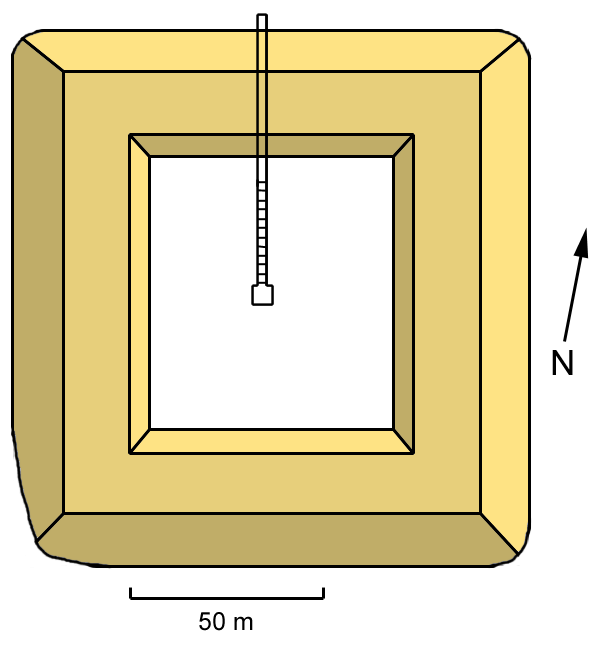
Plano de los restos de la Pirámide de Jui

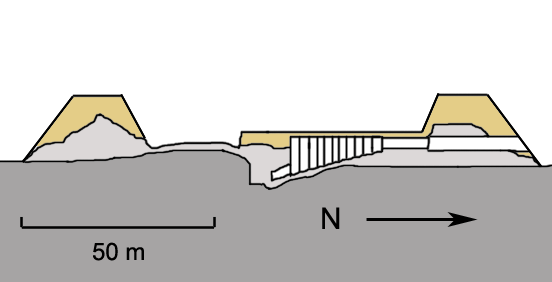
Plano de la Pirámide de Jui
Gris claro: muros conservados
Ocre: forma reconstruida

La pirámide de Jui es una tumba monumental, situada en Dara en el Egipto Medio. Se atribuye a Jui, un faraón de la dinastía VIII. Con una base de cerca de 130 metros de lado, no queda mucho de este impresionante túmulo más que un montículo de ruinas y arenas de 4 metros de alto. La forma original del monumento está sujeta aún a discusión. De hecho, es comúnmente aceptado que se trataba de una pirámide aunque podría ser en realidad una mastaba. No hay evidencia de que el soberano estuviese enterrado en esta tumba.

## Exploración
La primera mención de la obra fue realizada en 1912 en una edición de la revista del Museo Egipcio de El Cairo. Se llevó a cabo un estudio de la estructura desde 1946 hasta 1948 por el egiptólogo Raymond Weill y Ahmed Kamal. Weill sugirió que se trata de una pirámide escalonada, mientras que Kamal pensaba que era una mastaba. Es difícil poder determinar el aspecto original del edificio dado el deficiente grado de conservación de la estructura.

## Asignación
La tumba fue atribuida al gobernante local Jui tras encontrar un cartucho con su nombre en otra tumba situada al sur de la pirámide, que podría estar fuera del templo funerario de la primera. Por lo que no se puede hacer una asignación directa.

## Pirámide
La longitud de la base del edificio rectangular es de aproximadamente 146 m × 136 m, llegando a la escala de la pirámide de Sejemjet en Saqqara. Las esquinas del edificio son redondeadas con un radio de curvatura de 23 metros, caso que no ocurre en ninguna otra pirámide. La albañilería se compone de adobe, formando una capa de 35 m de espesor aproximadamente en el interior, que estaba probablemente llena de escombros y arena. La estructura de la fábrica todavía no está clara, aunque parece sugerir una estructura de niveles. Las paredes inclinadas hacia el interior y el exterior son aún visibles, pero las piedras que las cubren no fueron halladas. A una altura de sólo cuatro metros se aprecia la estructura claramente no reconstruida. Por lo que no está claro hasta qué punto se terminó la tumba. El edificio está orientado al norte.

## Cámara funeraria
Se accede a la cámara central de la tumba a través de un corredor abierto al nivel del suelo, y luego pasando un túnel abovedado. La zona de descenso fue cubierta con once arcos. La cámara completamente vacía se encuentra a 2,75 metros por debajo del nivel del suelo y mide 3,5 m × 7,0 m. Tanto la cámara como la última sección del pasaje consisten en bloques en bruto tallados de piedra caliza, presumiblemente robados del cercano cementerio de la dinastía VI. La base de la pirámide está destruida en gran parte, dejando no reconocibles las huellas del entierro. La estructura de la base es similar a la de la gran mastaba K1 de Baid Khallaf de la dinastía III, que fue posiblemente una mastaba de la primera época dinástica usurpada y que fue reconstruida. Aunque no hay evidencia de que el soberano estuviese enterrado en esta tumba.

## Complejo
En el lado norte se encontraron unos pocos restos que pueden provenir de un templo funerario, pero la reconstrucción de la estructura no es suficiente. En efecto se encontró una parte del muro fronterizo de adobe, sin embargo, hoy pertenece al área de la sobredimensionada aldea de Dara.